# Clarence Öfwerman

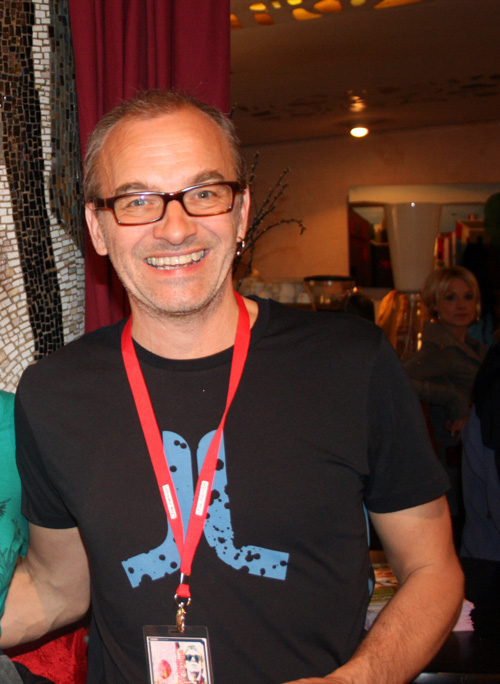
Clarence Öfwerman (2009)

Clarence Öfwerman (* 22. November 1957) ist ein schwedischer Musiker und Musikproduzent. Bekannt wurde er vor allem als langjähriger Produzent und Begleitmusiker der Band Roxette.

## Leben
Clarence Öfwerman wurde 1957 als Sohn des schwedischen Jazzpianisten Rune Öfwerman (1932–2013) geboren. Sein jüngerer Bruder Staffan Öfwerman (* 1962) ist ebenfalls als Musiker und Produzent tätig.
Ab Ende der 1970er Jahre bis Mitte der 1980er Jahre war er als Keyboarder bei der schwedischen Raj Montana Band aktiv. Mit der Power-Pop-Band Overture veröffentlichte er 1979 die EP Salt Peanuts und 1981 das Album Ansikten.
Seit 1986 war Öfwerman für das von Per Gessle und Marie Fredriksson gegründete Pop-Duo Roxette tätig. Er produzierte vom Debütalbum Pearls of Passion (1986) bis zu Good Karma (2016) alle Studioalben der Band. Bei mehreren Tourneen der Band war er als Begleitmusiker tätig.